# Vörös híd
A Vörös híd (azeriül: Qırmızı Körpü, grúzul: წითელი ხიდი) a Hrami folyó felett átívelő híd, valamint határátkelőhely Grúzia és Azerbajdzsán között a  Tbiliszi–Gəncə úton. A híd nevét az építőanyagáról, a vörös tégláról kapta. Jelenlegi szerkezete többnyire a 17. századból származik, de a helyszínen már a 12. század óta hídon keltek át az emberek. A Vörös híd 1998-ig volt mindennapi használatban, amikor a TRACECA (Európa–Kaukázus–Ázsia Közlekedési Folyosó) projekt részeként elkészült egy új és lényegesen nagyobb híd, így az eredetin ma már nem lehet átkelni, így a senkiföldjén áll a határállomások között elszigetelve. A hidat a Grúzia és Azerbajdzsán közötti baráti kapcsolatok jelképének tekintik.

## Története
A hidat Rosztom grúz király építtette a 17. század közepén. A meglévő hídtól 95 méterre állt egy régebbi híd, amelyből csak a tartóoszlopokat őrizték meg. A 10. században élt Moses Kalankatuazi örmény történész szerint ezt már az ő idejében lebontották. Bár a Vörös hidat soha nem rombolták le vagy rongálták meg, a régi rom miatt néha Gatechili Chidi (grúzul: გატეხილი ხიდი), azeriül pedig Sınıq körpü néven emlegetik, ami nagyjából „törött hídnak,” magyarosan romos hídnak fordítható. Az átkelőhelyet számos karaván vette igénybe.
A híd közelében gyakoriak voltak a különféle csaták és összecsapások, amelyek fontosak voltak Grúzia védelmében. 1795. szeptember 7-én Aga Mohamed perzsa sah nagy serege itt csapott össze II. Erekle grúz király 200 fős harcoscsoportjával, akiket a híd megvédésére hagytak hátra. A védők nem tudtak ellenállni az ellenséges egységek támadásának, és nagy veszteségekkel visszavonultak. 1921 februárjában ezen a területen zajlott csata a Grúz Demokratikus Köztársaság harcosai és az orosz-bolsevik Vörös Hadsereg egységei között. Az orosz hadsereg központi csoportja végül elfoglalta a Vörös hidat és megtámadta Tbiliszit. Mivel a Szovjetunió idején belső határ volt, így jelentősége hosszú időre lecsökkent.
A Szovjetunió összeomlása után a terület ismét országhatár lett, ráadásul a grúz-azeri-örmény hármashatár is közvetlen közelbe került. A helyi gazdaságoktól és házaktól csupán néhány száz méterre található Grúzia legnagyobb megmaradt aknamezője, amelyet a határátkelő nyomán szintén Vörös hídnak nevezték el. A taposóaknákat 1991-ben rakták le, amikor a közeli Örményország és Azerbajdzsán közötti konfliktus során a vitatott hovatartozású Hegyi-Karabah területéért kitört az első hegyi-karabahi háború. Máig több mint 4400 helyi lakos él sérülés- vagy halálos veszélyben egy olyan konfliktus öröksége miatt, amelyet nem is vívtak meg, és elkerülte a térséget. Az évek alatt 13 civil és számos haszonállat vesztette életét az aknamező miatt.
Az 1990-es évek folyamán a senkiföldjén egy nagy piac működött itt, amelyet főként a grúziai Marneuli térségéből származó azeriek működtettek. A piacot 2006 tavaszán ellentmondásos módon zárták be Grúzia csempészetellenes kampányának részeként. 2012-ben a híd Grúzia elnökének rendeletével nemzeti jelentőségű kulturális műemlék státuszt kapott. A híd melletti határátkelőn jelentős fejlesztéseket hajtottak végre 2016 és 2018 között, a projekt teljes költsége 2,6 millió euró volt. Ebből 2,128 millió eurót állt az Európai Unió, a többit Azerbajdzsán és Grúzia kormánya fizette.

## Galéria

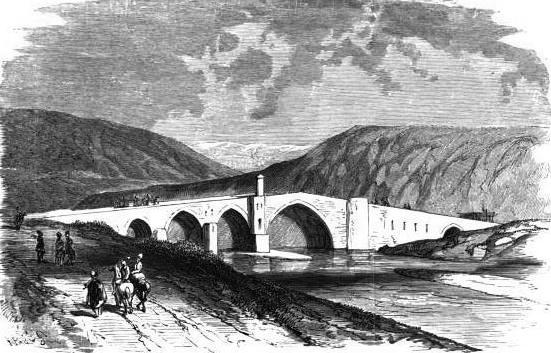
A híd 1859-ben
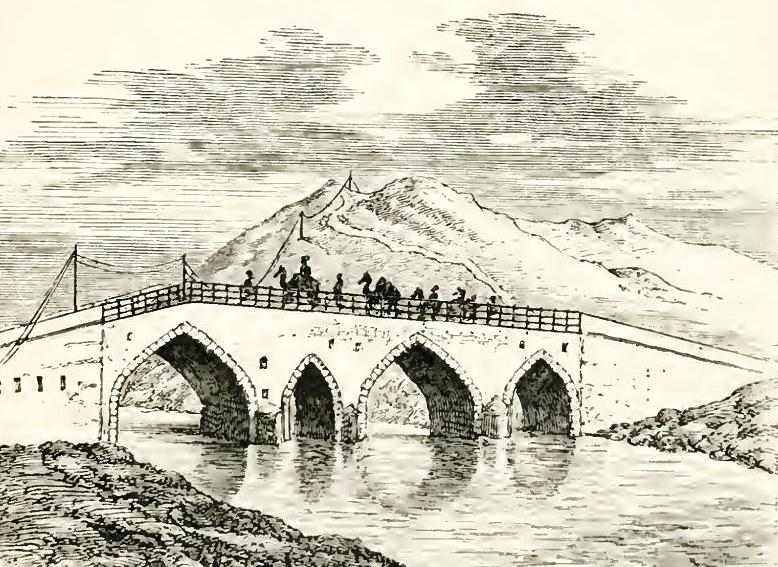
Karaván kel át a hídon az 1870-es évek közepén
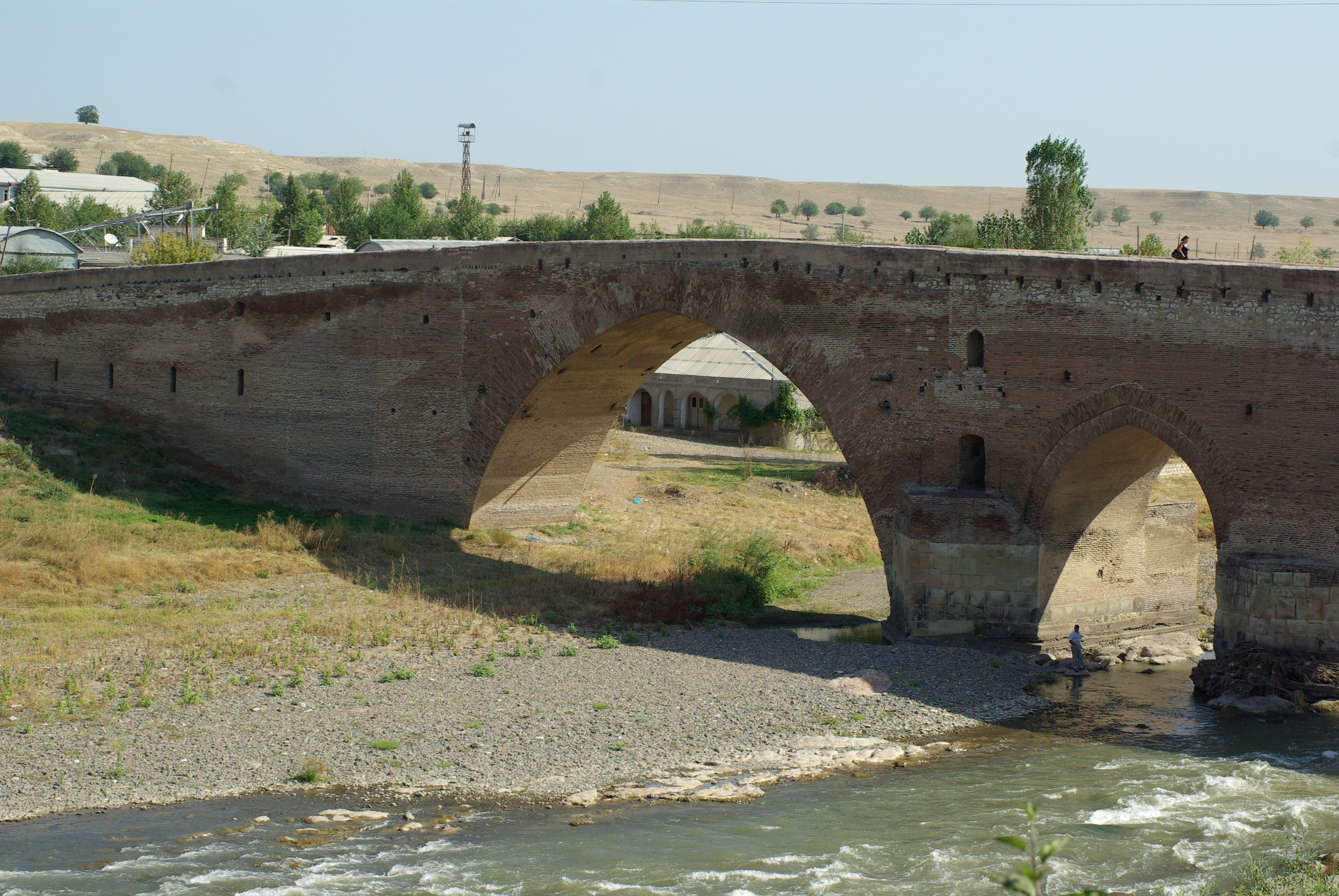
Napjainkban
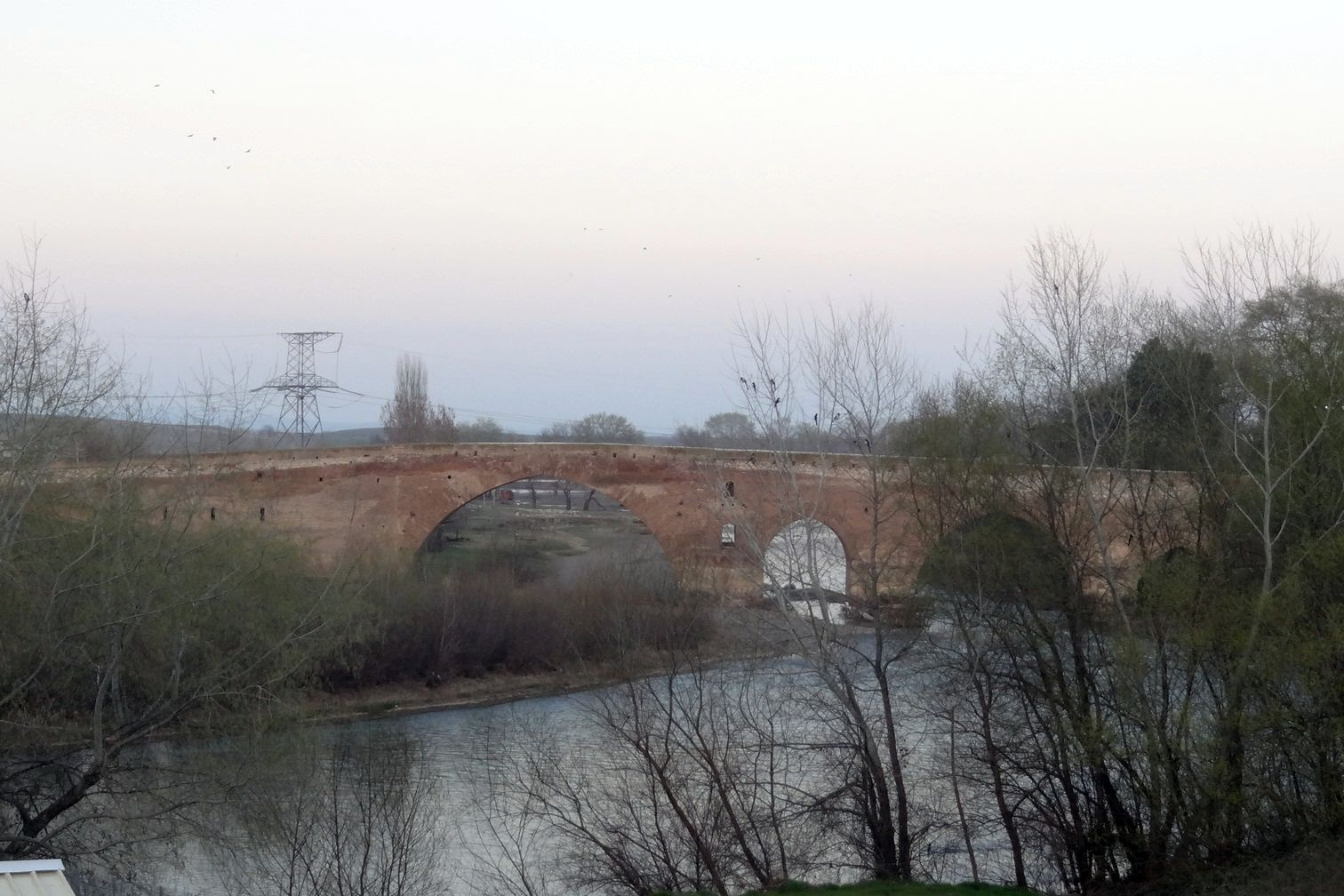
A négy különböző méretű hídnyílás
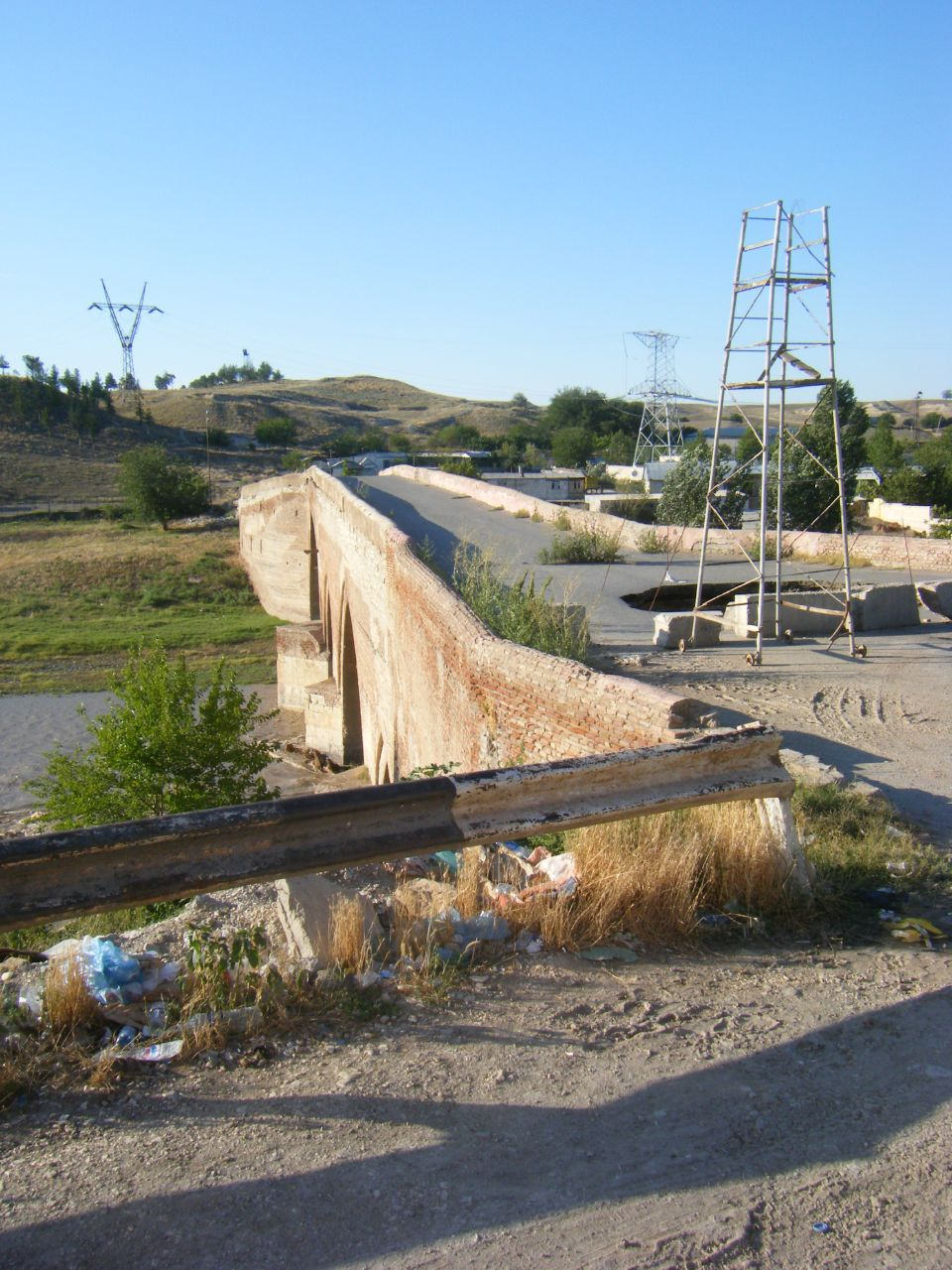
Az eltorlaszolt út, ami megakadályozza a határátkelést